# 大島町立第三中学校
大島町立第三中学校（おおしまちょうりつ だいさんちゅうがっこう）は、東京都大島町（伊豆大島）にある公立中学校。

## 概要
- 本校は、波浮中学校を統合し、概ね島南部を学区とする中学校である。

## 沿革
- 1947年（昭和22年）4月21日 -大島差木地村立大島第三中学校創立。
- 1948年（昭和23年）4月10日 - 現在地に移転。
- 1953年（昭和28年）
  - 5月6日 - 増築校舎落成（教室3）。
  - 10月29日 - 隣接施設一棟払い下げを受ける。
- 1955年（昭和30年）
  - 2月7日 - 校章制定。
  - 3月19日 - 校歌制定。
  - 4月1日 - 町村合併により、大島町立第三中学校と改称。
- 1959年（昭和34年）4月1日 - 波浮中学校を統合。
- 1962年（昭和37年）4月1日 - 新校舎落成（教室5・理科室・家庭科室）。
- 1968年（昭和43年）6月27日 - 体育館落成式挙行。
- 1972年（昭和47年）3月31日 - 新校舎落成（職員室・図書室等）。
- 1973年（昭和48年）
  - 7月15日 - 体育館裏にプール完成（25m×11m）。同日、校旗伝達式（校旗制定日）。
  - 10月10日 - 増築特別教室完成（美術・技術・理科・家庭科室）。
- 1978年（昭和53年）4月1日 - 新校舎完成（教室6･視聴覚室等）。
- 1979年（昭和54年）3月31日 - 統合20周年と新校舎落成記念の両式典挙行。
- 1986年（昭和61年）11月27日 - 三原山噴火災害による全島避難により、12月20日まで、都内23校に転入学。
- 1987年（昭和62年）3月14日 - 新体育館落成完成記念式典。
- 1989年（平成元年）8月1日 - バックネットと改築竣工なる。
- 1990年（平成2年）2月26日 - グランド散水栓設置。
- 1993年（平成5年）8月31日 - コンピューター室改修竣工。
- 2007年（平成20年）
  - 2月1日 - 本校敷地内で、つつじ小学校起工式。
  - 3月25日 - テニスコート移転完了。
- 2009年（平成21年）4月1日 - つつじ小学校開校（本校隣接地）。
- 2010年（平成22年）9月1日 - 南校舎改修工事完了。
- 2012年（平成23年）9月1日 - 北校舎改修工事完了。
- 2013年（平成25年）4月1日 - 通級指導学級「あしたぼ学級」を設置。

## 学区
出典
- 野増（字間伏）・差木地・波浮港
  - これは、つつじ小学校の学区と同じである。

## 周辺
- 大島町立つつじ小学校 - 敷地が隣接、進学前小学校でもある。
- 東京都道208号大島循環線

## アクセス
- 大島バス波浮港ライン「波浮見晴台」バス停下車後、徒歩約235m・約4分。
- 東海汽船
  - 波浮港から、上述の路線バスで、「波浮見晴台」バス停まで5分、下車後徒歩[3]。
  - 元町港から、上述の路線バスで、「波浮見晴台」バス停まで34分、下車後徒歩。